# 10608 Mameta
10608 Mameta eller 1996 VB9 är en asteroid i huvudbältet som upptäcktes den 7 november 1996 av de båda japanska astronomerna Kazuro Watanabe och Kin Endate vid Kitami-observatoriet. Den är uppkallad efter Katsuhiko Mameta.
Asteroiden har en diameter på ungefär 25 kilometer och den tillhör asteroidgruppen Hilda.